# 9 (Cashmere Cat)
9 è il primo album in studio del DJ norvegese Cashmere Cat, pubblicato nell'aprile 2017.

## Tracce
1. Night Night (featuring Kehlani) – 1:44
2. Europa Pools (featuring Kacy Hill) – 3:25
3. 9 (After Coachella) (featuring MØ & Sophie) – 4:32
4. Wild Love (featuring The Weeknd & Francis and the Lights) – 3:27
5. Quit (featuring Ariana Grande) – 4:18
6. Infinite Stripes (featuring Ty Dolla Sign) – 3:28
7. Victoria's Veil – 3:16
8. Trust Nobody (featuring Selena Gomez & Tory Lanez) – 3:35
9. Love Incredible (featuring Camila Cabello) – 2:59
10. Plz Don't Go (featuring Jhené Aiko) – 3:56

Tracce bonus nell'edizione deluxe giapponese
1. Quit (feat. Ariana Grande) (Seiho remix) – 4:17
2. Adore (feat. Ariana Grande) – 3:35

## Classifiche
| Classifica (2017) | Posizione massima |
| ----------------- | ----------------- |
| Canada            | 70                |
| Norvegia          | 14                |
| Paesi Bassi       | 192               |
| Stati Uniti       | 119               |